# Ufo 78
Ufo 78  è un romanzo del collettivo Wu Ming, pubblicato da Einaudi nel 2022.
Ambientato nell'Italia del 1978, tramite le vicende e le crisi esistenziali di numerosi personaggi racconta i cinquantacinque giorni del Sequestro Moro e la particolare attenzione collettiva per gli Ufo che in quei mesi si diffuse nella società italiana.
Ufo 78 è dedicato in memoriam a Veronica Siracusano Raffa detta "Sweepsy", ricercatrice, blogger e attivista siciliana morta nel 2021 all'età di 37 anni.

## Ideazione, ambientazione, trama

### Ideazione (2006-2014)
Il primo nucleo di Ufo 78 si forma già nel 2006 come risultato di un'«improvvisazione narrativa» che vede coinvolto, oltre a Wu Ming, lo scrittore Giuseppe Genna. L'anno scelto è già il 1978, nella memoria collettiva associato principalmente al Sequestro Moro ma denso di altri avvenimenti di importanza cruciale per la storia repubblicana a venire. 
Ai Wu Ming e a Genna interessa soprattutto un aspetto degli anni settanta, e in particolare di quell'anno, che nelle rievocazioni resta perlopiù "in ombra": la cultura di massa di quel decennio, nel solco del grande e perdurante successo del libro Il mattino dei maghi di Louis Pauwels e Jacques Bergier, fu caratterizzata da un diffuso interesse per gli UFO, per il paranormale, per le scienze occulte e per i "misteri" in genere, come quello del Triangolo delle Bermude. In quegli anni prese anche forma la cultura New Age. Nello specifico, in Italia il 1978 fu detto «l'anno degli UFO», per via del grande numero di avvistamenti e "incontri ravvicinati", a cui i mezzi di informazione dedicarono molto spazio. 

Protagonista dell'ipotetica storia che diverrà Ufo 78, per il momento solo un abbozzo intitolato Mater Materia, è uno scrittore ispirato a Peter Kolosimo (1922 - 1984). Negli anni settanta Kolosimo fu autore di numerosi best-seller con cui rese popolare in Italia la Teoria degli antichi astronauti. I suoi libri, hanno scritto i Wu Ming, 
L'abbozzo rimane però nel cassetto. Periodicamente sia Genna sia i Wu Ming tornano a quell'ambientazione e a quei temi: a più riprese entrambi scrivono di Kolosimo: Genna nel suo romanzo Medium (2007), i Wu Ming in diversi articoli apparsi anche all'estero e in una canzone del Wu Ming Contingent, Italia mistero kosmiko, dall'album Bioscop (2014).
Nel 2014, dopo l'uscita de L'Armata dei sonnambuli e la decisione di andare oltre il romanzo neostorico per dedicarsi a "nuovi esperimenti, cercando un perturbante equilibrio tra ricostruzione storica e fantastico", i Wu Ming decidono, con l'assenso di Genna, di tornare alla storia abbozzata otto anni prima.

### Rapporto conProletkult
Durante le ricerche e la scalettatura del romanzo, crescono di volume e importanza i riferimenti ad Aleksandr Aleksandrovič Bogdanov e al suo romanzo di fantascienza Stella rossa, tanto che "da una costola" del romanzo principale ne nasce un altro, Proletkult. 
Dopo l'uscita di quest'ultimo, nell'autunno 2018, gli autori tornano definitivamente al progetto principale, che ormai ha assunto il titolo di Ufo 78.

### Luoghi
La trama di Ufo 78 si svolge principalmente in Lunigiana, in una zona tra l'Appennino tosco-emiliano e le Alpi Apuane, precisamente nell'immaginario comune di Forravalle (descritto come limitrofo a quello di Aulla, dove pure si ambienta qualche capitolo) al cui centro si erge il massiccio del monte Quarzerone . 
Altri capitoli sono ambientati in una Roma in preda al caos, poco prima e poco dopo l'agguato di via Fani, e in una Torino fosca e militarizzata, nelle settimane in cui riparte, dopo una lunga pausa dovuta all'impossibilità di trovare giurati popolari, il processo al "nucleo storico" delle Brigate Rosse.
Una lunga sequenza è ambientata dentro il cinema Corso di Torino, la sera del 3 marzo 1978, durante la prima cittadina del film di Steven Spielberg Incontri ravvicinati del terzo tipo. Il cinema Corso fu distrutto da un incendio il 9 marzo 1980 e non fu mai più riaperto.
Un'ulteriore ambientazione è Orbetello. Uno dei protagonisti, lo scrittore Martin Zanka, vi possiede una casa di villeggiatura che sta cercando di vendere. Nel frattempo la usa come "buen retiro" dove cercare di scrivere.

### Trama
I diversi sotto-intrecci seguono: 
- le infruttuose ricerche di due scout sedicenni – Jacopo e Margherita – scomparsi nei boschi del Quarzerone nell'estate del 1976;
- la crisi esistenziale e professionale di Martin Zanka, scrittore ultracinquantenne ispirato a Peter Kolosimo, stanco di scrivere libri sugli "antichi astronauti";
- la ricerca dell'antropologa Milena Cravero sul mondo dell'ufologia italiana, in particolare torinese;
- le polemiche interne al mondo dell'ufologia nel momento in cui la passione per i "dischi volanti" tracima da quell'ambiente e contagia vaste masse. L'ufologia non solo è divisa in varie fazioni, ma è criticata da un altro approccio, definito "ufofilia", secondo cui il "non-identificato" dovrebbe rimanere tale, senza tentativi di razionalizzarlo e spiegarlo;
- le traversie di Thanur, comune sita alle pendici del Quarzerone, agitata da crisi interne e poi travolta dalla diffusione dell'eroina. Nel 1978 quest'ultima conobbe un vero e proprio "boom", con un raddoppio dei morti per overdose rispetto all'anno precedente[10]

Com'è tipico dei romanzi di Wu Ming, a partire dalla metà del romanzo le sottotrame cominciano a convergere, fino a confluire l'una all'altra.

## Personaggi principali
- Jacopo e Margherita - scout del gruppo "Carrara 4".
- Elio Gornara detto "Gheppio" - vice-ispettore del Corpo Forestale dello Stato, comando di Forravalle (MS).
- Martin Zanka, al secolo Gianmaria Zanchini - scrittore, ex-giornalista ed ex-partigiano torinese.
- Pablo Pepper, al secolo Pierpaolo Pepe - editore romano, titolare della Pepper & Co.
- Thanur - una comune poco fuori Forravalle, fondata nel 1974. L'insieme dei suoi membri è una sorta di personaggio collettivo.
- Vincenzo Zanchini - figlio di Martin Zanka, ex-eroinomane, residente a Thanur.
- Rossella Hilzer - figlia di un magnate milanese, residente a Thanur e proprietaria di Villa Malaspina a Forravalle, dove si è insediata la comune.
- Orsola Galbiati - filosofa, fondatrice di Thanur.
- Ludo Vos - ex-Provo olandese, marito di Orsola.
- Milena Cravero - antropologa, assistente di cattedra all'Università di Torino.
- Grucat - Gruppo Ricercatori Ufologici e Clipeologici associati Torino. I cognomi dei suoi membri hanno tutti la desinenza "-ino". Come i membri di Thanur, formano un personaggio collettivo[11]
- Giacomo "Jimmy" Fruzzetti - "ufofilo", proprietario del negozio di dischi Hallogallo, sito ad Aulla (MS). Ha vissuto in Germania Ovest ed è un cultore di rock tedesco anni settanta.
- Paolo Sesto - ufologo, fondatore della rivista Clipeo. Liberamente ispirato all'ufologo Gianni Settimo (1929 - 2017)[12].
- Allen J. Rynek - ufologo statunitense. Ha combattuto in Italia durante la seconda guerra mondiale. Liberamente ispirato all'ufologo J. Allen Hynek (1910-1986)[13].
- Romulo Casella - trockista brasiliano esule in Italia, ufologo. Ispirato al trockista argentino Juan Posadas (1912 - 1981)[14].
- Onorio Pardini detto "Pardo" - ex-militante neofascista, ex-cantante del gruppo "i Clark Gables" (pronunciato come se fosse "Goebbels")
- Jole Morini - nonna di Jimmy Fruzzetti
- Giorgio Capoferri - ex-fattore di Villa Malaspina, vicino di casa di Thanur.
- Aldo Moro (1916 - 1978) - politico italiano, appare nei sogni di diversi personaggi.

## Riferimenti ad altri scrittori e mondi letterari

### Opere di altri autori
Nel romanzo è citata la casa editrice milanese Garamond, in cui lavorano i tre protagonisti de Il pendolo di Foucault di Umberto Eco: Casaubon, Belbo e Diotallevi. I Wu Ming alludono al fatto che questi ultimi saranno gli editor dell'immaginario libro che Milena Cravero trarrà dalla sua ricerca: Quando arrivarono i marziani. Ufologia, rapporti tra i generi e riti collettivi nell’Italia degli anni Settanta. Belbo e Diotallevi erano già apparsi, con l'autorizzazione degli eredi di Eco, tra i personaggi del romanzo-inchiesta di Wu Ming 1 La Q di Qomplotto (2021).
Ufo 78 contiene numerosi riferimenti nascosti – "Easter egg" – al mondo letterario di J. R. R. Tolkien e altri, espliciti, all'opera di Ursula K. Le Guin. Vengono citati, talvolta con intere sinossi, diversi racconti e romanzi di fantascienza, tra cui Un'odissea marziana di Stanley G. Weinbaum e Gli amanti di Siddo di Philip José Farmer. Stella rossa di Bogdanov è evocato due volte, in apertura e chiusura di romanzo.
In omaggio al ruolo avuto dal collega nella fase iniziale del lavoro, in Ufo 78 compare Giuseppe Genna, il quale racconta di un sogno fatto da bambino, nei giorni del sequestro Moro. Strettamente collegati sono i riferimenti a Marco Felder e Karl-Heinz Mezzogaudio, personaggi dei romanzi gialli e dei podcast di Jadel Andreetto e Guglielmo Pispisa, noti anche come membri del collettivo Kai Zen. Stando ai Wu Ming, il nome "Karl-Heinz Mezzogaudio" è stato coniato proprio da Genna . L'intersezione tra Ufo 78 e i libri di Pispisa-Andreetto ha ispirato il concerto-spettacolo Radio Ufo 78 (cfr. la sezione "Opere derivate").
Nella trama riveste grande importanza il film Incontri ravvicinati del terzo tipo, visto e commentato da diversi personaggi, analizzato e sognato da Milena Cravero, continuamente evocato nel corso del libro.
In Ufo 78 è più volte citato il kobaiano, lingua extraterrestre inventata dal musicista e scrittore francese Christian Vander. Lo stesso cognome "Zanka" è un vocabolo kobaiano (significa "sole" o "luce").
Nel corso del romanzo viene più volte citato un misterioso marchingegno denominato "cronografo GNDN". L'acronimo sta per "goes nowhere, does nothing" (non va da nessuna parte, non fa niente). Si tratta di un inside joke su un inside joke: gli scenografi di Star Trek (la "serie classica" degli anni Sessanta) fecero stampigliare "GNDN" su tubature e altre componenti dell'astronave Enterprise.  

### Altre opere di Wu Ming
Il "poeta operaio" Paul Beathens, che appare in veste di "ufofilo", è il poeta, giornalista, filosofo e attivista perugino Paolo Vinti (1960-2010), al quale i Wu Ming hanno dedicato diversi scritti oltre ad avergli dedicato in memoriam la raccolta di racconti Anatra all'arancia meccanica (2011).  
Nella parte finale del romanzo compaiono Guido e Adele, protagonisti dei racconti di Cantalamappa (2015) e Il ritorno dei Cantalamappa (2016), non senza velate allusioni su un traffico di droghe psichedeliche da parte della coppia.
In una scena ambientata a Thanur, un forravallese di nome Berengari dice di essere figlio di un anarchico e che suo padre fu mandato al confino a Ventotene e alle Tremiti. Si tratta di Adone Berengari, un personaggio più volte evocato nel romanzo La macchina del vento di Wu Ming 1.
Tra le rivelazioni del "Quarto movimento" c'è  l'incrocio delle traiettorie di alcuni personaggi in due campi per prigionieri di guerra (POW Camps) in Kenya: il n. 354, sito a Nanyuki, e il n. 365, sito a Londiani. Sono gli stessi campi in cui furono prigionieri Felice Benuzzi e Giovanni Balletto, le cui vite sono raccontate in Point Lenana di Wu Ming 1. Si allude perciò a una conoscenza tra tutti questi personaggi.

## Ricezione critica
Recensendo Ufo 78 su La Lettura (supplemento del Corriere della Sera) il critico Daniele Giglioli ha elencato gli elementi della poetica di Wu Ming rinvenibili nel romanzo:
Su L'Indice dei libri del mese Alessandro Combina ha individuato un livello di lettura 
A proposito del modo critico in cui Ufo 78 rappresenta la politica della "fermezza" nei giorni del sequestro Moro, e in generale la contrapposizione tra Stato e Brigate Rosse, sulla rivista Argo Gerardo Iandoli ha scritto:

## Opere derivate
Recensendo Ufo 78 sulla rivista on line Doppiozero, lo storico Pasquale Palmieri ha scritto che il romanzo
Tra le opere derivate da Ufo 78, il radiodramma Radio Piemonte International , il concerto-spettacolo Radio Ufo 78 con Wu Ming 1 e il Bhutan Clan (entrambi prodotti dal laboratorio Melologos di Bologna) e lo spettacolo di teatro e musica HalloMoro con l'attore Felice Montervino e l'ensemble La città di notte. 
Diversi musicisti hanno composto musiche ispirate al romanzo o per accompagnarne le parole. Tra questi la band bolognese I criminali, che annovera membri degli storici Skiantos.

## Edizioni italiane ed estere
- Ufo 78, Einaudi, Torino 2022, ISBN 978-88-0624-891-8.
- Ufo 78, Assoziation A, Berlino/Amburgo 2023, ISBN 978-38-6241-500-7.
- Ufo 78, Οι Εκδόσεις των Συναδέλφων, Atene 2023, ISBN 978-61-8557-125-2.
- Ovni 78, Libertalia, Montreuil 2024, ISBN 978-2-37729-323-0.
- Ovni 78, Manifest, Barcelona 2024, ISBN 978-8-41971-995-9.
- Ovni 78, Anagrama, Barcelona 2025, ISBN 978-84-339-4662-1.